# John Woodenlegs Sr
John Woodenlegs Sr (Montana, 1910-1981) fou un activista xeiene. Treballà de minaire, ranxer, cowboy i de manobre. Del 1955 al 1968 fou cap de la tribu Northern Cheyenne i el primer indi graduat a la Universitat de Montana. Del 1946 al 1975 fou cap de la branca xeiene de la Native American Church, i fou amic d'Archie Fire Lame Deer. Donà classes d'història i costums xeienes fins a la seva mort al Chief Dull Knife College.